# Institut de mécanique
L'Institut mécanique se situe à Liège, sur un terrain d'environ 8 hectares occupé par une abbaye cistercienne jusqu'au XVIIIe siècle, aujourd'hui nommé: site du Val-Benoît. 
Il est construit de 1932 à 1939 par les architectes Joseph Moutschen et Albert Puters dans un style moderniste.
Dès 2007, un processus de reconversion se met en marche par l'université de Liège et SPI+ pour redonner vie à ce bâtiment et redorer son avenir certain.

## Historique

### L'université de Liège
L'université de Liège est fondée en 1817 et voit son développement s'étendre tout au long du XIXe siècle dans un phénomène en corrélation avec l'extension progressive du périmètre d'urbanisation de la ville. La Ville de Liège permet la création d'une multitude d'instituts spécialisés, implantés de part et d'autre de la Meuse au cœur de son tissu urbain.
Sur le site du Val-Benoît, l'inauguration des premiers instituts a lieu en 1937. Ils seront reconstruits en 1947 à la suite des endommagements subis par la guerre.
À partir des années 2000, l'université se déploie tant dans le centre-ville avec diverses implantations telles que le site d'Outremeuse, du Jardin botanique de Liège, du Vingt-Août, de l'Espace Opéra et bien d'autres encore, en dehors du cœur même, sur le site du Sart Tilman.
Le Val-Benoît fut occupé par l'université jusqu'en 2005, alors qu'elle déplace une partie de ses services sur le site du Sart Tilman.

### Locaux
Le laboratoire de mécanique appliquée trouvait initialement abri dans un modique local situé quai des Etats-Unis dont l'achèvement de la construction se fit durant l'année 1892. C'est en ce lieu que le professeur Dwelshauvers-Dery a développé un mode d'étude rationnel basé sur l'analyse logique d'une machine à vapeur et a ainsi inspiré une manière d'étudier la thermodynamique appliquée dans toutes les écoles d'ingénieurs.
Ce fût ensuite au boulevard de la Constitution, en 1901, que l'institut de mécanique s'installa. L'édifice, construit pourtant à titre précaire, abrita le laboratoire jusqu'à la fin de la construction de l'institut par Joseph Moutschen et Albert Puters sur le site du Val-Benoît en 1939.
Depuis la Première Guerre mondiale, l'essor de l'industrie et les progrès industriels voient leur développement croître de plus en plus vite. Les écoles d'ingénieurs s'exposaient dès lors à un besoin de révision des programmes d'enseignement ainsi que du matériel et outillage des laboratoires devenus insuffisants. Des locaux adaptés en taille et en équipements devinrent indispensables pour maintenir des services adéquats et non-obsolètes comme ils auraient tendu à devenir dans le cas d'une situation inchangée.
La solution fût amenée à travers un regard sur les grandes écoles d'ingénieurs étrangères, et celles, tout simplement, de Belgique. L'édification d'une faculté technique, créée selon les exigences actuelles et adaptable aux besoins futurs semble alors nécessaire.

## Description

### Site
Afin d'atteindre les objectifs fixés, à savoir des locaux plus grands, adaptés aux progrès croissants du monde industriel, pouvant tenir un propos actuel et soutenir les propos futurs, il fallait que l'université de Liège dispose d'une surface considérable. 
A la jonction des zones industrielles d'Ougrée et de Sclessin et les nouveaux quartiers résidentiels de Fragnée et de Fétinne, une importante étendue de terrains vacants sont libres aux alentours des vestiges de l'ancienne abbaye cistercienne du Val-Benoît. Marcel Dehalu, un des grands bâtisseur de l'université de Liège traite l'acquisition de terrains dont la superficie égale les neuf hectares en 1924. Épaulé par le bourgmestre de la Ville Émile Digneffe, le site du Val-Benoît devient la propriété de l'université de Liège.
La construction d'un ensemble de cinq instituts est projeté sur le site. Ainsi, un institut de chimie appliquée et de métallurgie, un institut de sciences minérales, un laboratoire de thermodynamique couplé à une centrale de chauffage, un institut de mécanique et un institut de génie civil verront petit à petit le jour.

### Sol
Le site du Val-Benoît est directement bordé par le lit de la Meuse dont il se situe sous le niveau des crues. Les alluvions, sédiments formés par l'eau du fleuve, composent un sol à tendance limoneuse. Ce limon repose sur une couche de schiste elle-même surmontée d'une importante et dense formation de gravier.

### Plans
La construction de l'institut mécanique présente un intéressant mélange des compositions planimétriques et esthétiques respectives de ses deux voisins, à savoir de l'institut du génie civil et de l'institut de chimie.
Le bâtiment est conçu pour recevoir en son sein l'âme même de l'industrie, à savoir les machines auxquelles il réserve évidemment une place d'exception. Le plan est réalisé de sorte à englober les salles qui permettent de donner les cours techniques servant de base à l'étude de ces machines et les salles de cours d'application, à savoir l'étude même ainsi que le calcul.
La diagonale qui traverse le plan carré pour rejoindre les deux coins opposés définit les deux entrées de l'institut, toutes deux marquées par la présence de verrières convexes. L'accès principal, du côté cour, s'ouvre sur un majestueux hall d'exposition, bordé de trois imposants escaliers, qui relie les deux ailes du bâtiment. Le second accès, situé du côté de la rue Solvay, est inscrit dans la construction par une verrière plus petite, qui marque l'angle rentrant dans le plan carré.
Dans le hall, face à l'entrée principale, un escalier donne accès au grand auditoire, aux vestiaires et à la salle de réunion des professeurs, lesquels sont entourés par deux cours triangulaires. Cette entrée distribue deux coursives qui desservent chacune de petits auditoires, une salles de dessin, des bureaux de professeurs et des services. Les coursives longent les cours intérieures, ainsi, toutes les circulations horizontales se font autour des deux patios. Ces deux couloirs débouchent chacun en coin sur de larges galeries de collections qui se rejoignent pour former le hall d'entrée du second accès.

### Façades
Les façades méridionales sont marquées par des composantes horizontales, à savoir une alternance de bandes briques et de bandeaux vitrés.

### Matériaux

#### Extérieurs
Contrairement aux autres bâtiments construits sur le site du Val-Benoît dont les charpentes sont métalliques, l'institut mécanique a une ossature en béton armé. Béton armé qui est utilisé pour tous les éléments de résistance et de support.
L'institut mécanique présente un soubassement en moellons de grès bigarrés. Dans un souci de cohérence visuelle entre bâtiments avec lesquels il communique directement, ce sont les mêmes moellons qui sont consacrés à la centrale, le laboratoire de thermodynamique ainsi que les clôtures qui bordent le bâtiment lui-même.
La façade, dont les composantes horizontales sont visuellement très marquées, présente trois bandes où se succèdent horizontalement le vitrage et le béton bouchardé, lequel souligne également de manière longitudinale, les bandes de briques.  
Placées en alternance avec les strates de béton bouchardé, les briques utilisées ont préalablement fait l'objet d'essais techniques afin de s'assurer de leur performance. Ce sont donc des briques produites en Belgique dont la nuance jaune paille confère  une accentuation de l'éclairage naturel des cours, leur donnant l'aspect d'être baignées par le soleil.
La maçonnerie ci-dessus décrite est encastrée au béton au moyen de feuillards. Ces languettes en acier galvanisé sont conçues pour les maçonneries dont la hauteur ne dépasse pas les onze mètres, ce qui convient donc parfaitement au bâtiment.
En ce qui concerne la menuiserie, elle est faite de profilés en acier, comme on peut aisément retrouver sur la façade des autres instituts. Le vitrage simple est travaillé clair ou bien martelé selon la présence d'une dalle à l'arrière.
La toiture de l'institut de mécanique est montée en tôles de zinc à tasseaux sur voliges. Sa structure est étudiée afin de prendre en compte des dilatations et rétractions.

#### Intérieurs
Les finitions intérieures firent l'objet d'une attention particulièrement soignée. Les essences de bois employées proviennent tant de Belgique comme par exemple le chêne, tant de l'étranger, procurant des essences exotiques. Cette provenance de l'étranger, et plus particulièrement du Congo s'explique par l'existence de colonies belges. L'espèce alors importée est le Kambala dont la teinte brun-doré fonce doucement lors d'une exposition à l'air.
La structure en béton participe à la composition des intérieurs. L'accomplissement des raccords des poutres et des colonnes autant que les moulures et l'agencement des carrelages constituent des éléments de valeur patrimoniale, ils témoignent du soin apporté à la construction.
Le travail était poussé jusqu'aux poignées de porte singulières, en passant par des garde-corps de style art déco, des carrelages à motifs géométriques et d'imposants globes lumineux accrochés aux plafonds.

## Reconversion
Alors que l'université de Liège déplace ses derniers occupants du Val-Benoît au Sart Tilman en 2005, l'institut mécanique reste à l'état d'abandon des années durant.
C'est en 2007 que la SPI et l'université de Liège entreprennent de réfléchir à une potentielle reconversion du site du Val-Benoît.
Le bâtiment abandonné subit alors de fortes dégradations. Les murs et cloisons se virent infliger d'importants dégâts, ainsi que les châssis et mobiliers. Par chance, les majestueux escaliers des principaux nœuds de circulation furent en partie épargnés. En revanche, la partie centrale contenant entre autres le grand auditoire fut la proie des flammes engendrant une dégradation des façades des cours intérieures.
En 2017, le bureau d'architectures Artau se voit attribuer le projet de rénovation. Avec un budget de 9 000 000 €, l'ambition est de créer 247 logements étudiants, agrémentés de patios et d'aménagement extérieurs.